# Bharosa

Bharosa est un film indien tourné en 1963 par K. Shankar.

## Synopsis
Seth Ramdas (Shivraj), riche veuf atteint de la tuberculose, confie son fils unique Bansi (Guru Dutt), ainsi qu'une somme de 25 000 roupies, à son employé Ronaklal, qui n'a pas d'enfant, et qui lui promet de consacrer l'argent à assurer l'éducation de Bansi afin que ce dernier devienne médecin. Croyant son employeur proche de mourir, Ronaklal déménage (prétendant partir pour Rangoun) et profite de l'argent de Ramdas pour acheter une maison et des terres. Quelques mois plus tard, l'épouse de Ronaklal donne le jour à Deepak (Sudesh Kumar). Bansi et Deepak auront des enfances bien différentes. Le premier, qui ignore tout de ses origines, n'apprend pas à écrire et est traité comme un garçon de ferme par son père adoptif. Son frère Deepak est choyé par son père qui veut faire de lui un contrôleur des impôts. L'épouse de Ronaklal aime cependant Bansi comme s'il était son propre fils.

Ronaklal veut marier Deepak à Gomita, la fille de son ami Shivcharan sans savoir que c'est Bansi qui aime Gomita. En échange de la promesse de mariage, Ronaklal obtient de l'argent de Shivcharan pour payer les études de Deepak.
En ville, Deepak n'est pas un étudiant sérieux, il devient l'ami de « Platform », un petit escroc fantasque, directeur auto-proclamé de l'« université du bon sens ».

Malgré sa promesse, lorsque Ronaklal découvre une occasion de marier Deepak à Sushma, la fille de son propriétaire, le riche Laxmi Prasad Daultram, qui prend Deepak pour un prince, il utilise l'amour de Gomita pour Bansi pour obtenir la rupture du mariage, aux dépens de Shivcharan qui connaît la honte et la ruine, car il avait promis à Ronaklal que si le mariage ne devait pas avoir lieu, il lui donnerait ses terres et sa maison. Ignorant que c'est Ronaklal qui a intrigué pour que Gomita parte à la recherche de Bansi, Shivcharan doit s'exécuter.

Bansi, qui apprend qu'il a été adopté, est chassé de chez lui par Ronaklal et part vivre en ville pour oublier Gomita. Il ignore que cette dernière y est partie pour le retrouver. Seule, elle devient l'amie de « Double-Roti », la courageuse directrice d'un hôtel qui se prétend sous la protection d'un énigmatique  pachtoune, monsieur Khan. Mais monsieur Khan n'existe pas, c'est Double-Roti qui s'affuble elle-même chaque soir d'une barbe et d'une moustache postiche pour prendre cette identité et terroriser les hommes qui l'embêtent, notamment Platform, qui est amoureux d'lle. C'est ainsi travestie que Double-rôti rencontre Gomita, perdue dans la ville, et la prend sous son aile. Gomita, travestie à son tour, devient serveuse pour Double-rôti sous le nom de Gom. C'est dans le restaurant qu'elle retrouvera son père, devenu mendiant, et son fiancé Bansi. Dans un premier temps elle n'avoue son identité à personne.

De son côté, Deepak épouse Sushma. Lorsque Laxmi  découvre qu'on s'est joué de lui, il est pris d'une violente colère et bat Ronaklal qui, après une chute dans l'escalier, se verra amputé d'une jambe et deviendra lui aussi mendiant. Deepak ne fera pas un geste pour secourir son père.

Par hasard, Bansi rencontre son véritable père, Seth Ramdas, dont il devient l'ami et qui l'emploie dans une institution de charité qu'il a créé. Après que Ramdas ait pris Deepak pour son fils, la vérité éclate. Bansi épouse Gomita et retrouve son père, Platform épouse Double-rôti, Ronaklal, qui voit où l'a mené sa cupidité, avoue tous ses méfaits.

## Fiche technique
- Titre : Bharosa
- Année : 1963
- Langue : Hindi
- Production : N. Vasudeva Menon (Vasu Films)
- Format : 35mm noir et blanc sonore
- Durée : environ 158 minutes (4226 mètres)
- Directeur artistique : A. Balu
- Chorégraphie : Gopi Krishna
- Dance : Sayee-Subbulakshmi
- Montage : K. Shankar et K. Narayanan
- Directeur de la photographie : Thambu
- Dialogues et paroles des chansons : Rajinder Krishan
- Musique : Ravi (en)

## Distribution
- Guru Dutt : Bansi
- Asha Parekh : Gomita
- Mehmood : Platform
- Shubha Khote : Double Roti
- Om Prakash : Laxmiprasad
- Sudesh Kumar : Deepak
- Lalita Pawar
- Nana Palsikar : Shivcharan Das
- Shivraj : Ramdas
- Sulochana
- Neena

## Chansons
- Aaj Ki Mulaqat, chanté par Lata Mangeshkar et Mahendra Kapoor
- Dhadka O Dil, chanté par Asha Bhosle, Lata Mangeshkar
- Is Bhari Duniya Mein, chanté par Mohammed Rafi
- Kahe Itna, chanté par Asha Bhosle, Mohammed Rafi
- Woh Dil Kahan, chanté par Lata Mangeshkar
- Yeh Jhuke Jhuke, chanté par Mohammed Rafi